# 캄비세스 2세
캄비세스 2세(페르시아어: کمبوجیه, 고대 페르시아어: 𐎣𐎲𐎢𐎪𐎡𐎹, ? - 기원전 522년 죽음)는 기원전 6세기에 활동한 아케메네스 조 페르시아의 황제(재위 기원전 530년~522년)로 키루스 2세와 카산다네(Cassandane)의 아들이다.
그의 기록은 거의 남아있지 않아 생년을 알 수 없으며, 아버지 키루스 2세와 아케메네스 가문의 딸, 카산다네 사이에서 맏아들로 태어났다. 키루스의 생존시에 기원전 539년 4월부터 기원전 538년 12월까지 북부 바빌로니아에 대한 업무를 관장한 것으로 여겨진다. 그는 바빌론과 시파르 등 바빌로니아 내의 도시들을 돌아다녔으며, 기원전 538년 바빌론에서 마르둑 신에 대한 제의를 맡은 기록이 있다. 기원전 530년 8월경 부왕에 의해 공동 통치자로 임명되고 중앙아시아의 마사게타이(Massagetae) 원정에 나섰으며, 키루스 2세가 사망하고 별 다른 반대 없이 부왕의 뒤를 이어 아케메네스 조 페르시아의 유일한 통치자가 된다.
캄비세스는 즉위직후부터 이집트를 공격하기로 마음먹고 그리스인 용병인 파네스(Phanes)를 통해 이집트에 대한 정보를 수집하고, 사모스 섬의 폴리트라테스(Polycrates)를 회유하고 아라비아 원주민과 연계해 사막에 식수통으로 쓸 토기를 대량으로 매점하는 등 전쟁을 준비한다.
캄비세스 2세의 통치 시기는 그렇게 길지 않았으며, 그의 치세 가운데 가장 두드러지는 사건이 있다면 그것은 아프리카, 특히 이집트에서 기원전 525년 벌인 펠루시움 전투에서 파라오 프삼티크 3세(재위 526–525 BC)를 이기고 이집트를 정복한 것이다. 이집트에 정착한 뒤 그는 키레나이카(Cyrenaica) 정복 등 아프리카에서의 영토를 늘려갔으나, 기원전 522년 봄, 페르시아에서 일어난 반란을 진압하기 위해 서둘러 이집트를 떠났다. 시리아(에버나리)로 이동하던 중 허벅지에 상처를 입었는데, 이 상처가 악화되어 캄비세스 2세는 3주 후 오늘날의 하마(Hama)로 유력시되고 있는 아그바타나(Agbatana)라는 곳에서 사망했다.
캄비세스 2세에게는 자식이 없어서 동생 바르디야가 뒤를 이었으나, 얼마 되지 않아 다리우스에 의해 찬탈되었다. 다리우스는 아케메네스 조 페르시아의 힘을 더욱 증대시켰다.

## 이름의 유래
캄비세스(Cambyses)는 옛 페르시아어로 카부지야(𐎣𐎲𐎢𐎹𐎹𐎹, Kabūjiya)인데, 그의 이름의 유래는 학계에서 논란이 되고 있다. 그의 이름을 들어 그가 엘라마이트(Elamite) 출신이라고 주장하거나, 인도 북서부에 거주하던 이란계 민족인 캄보이아스(Kambojas)와 연관되어 있다고 한다. 캄비세스의 이름은 다른 언어로 알려져 있다; 엘라마이트어로는 칸부지야(Kanbuziya); 아카드어로는 캄부지야(Kambuziya); 아람어로는 칸부즈(Kanbūzī)이다. 현대 페르시아어로는 캄부지예(kambujiye)라고 한다.

## 배경
캄비세스는 키루스 대왕(재위 기원전 550–530년)과 카산다네의 장남이었다. 캄비세스에게는 바르디야라는 남동생이 있었고, 아르티스톤, 아토사, 록사네라는 세 자매가 있었다. 캄비세스의 친할아버지는 기원전 600년부터 559년까지 페르시스를 통치했던 캄비세스 1세였다. 그 가문은 페르시아 부족 지배층의 후손이었는데, 키루스를 시작으로 페르시아를 넘어 그들의 영역을 넓히고 메디아, 신바빌로니아, 리디아, 중앙아시아를 정복하여 아케메니드 제국을 세웠다.

## 즉위 전
기원전 539년 4월, 캄비세스는 아버지에 의해 바빌론을 포함한 바빌로니아 북부의 총독으로 임명되었다. 중부와 남부는 계속해서 키루스 2세와 그의 관료들이 직할통치하였다. 캄비세스는 즉위하기 전인 기원전 538년 3월 27일 새해 연례행사로 벌이던 축제에서 왕을 위해 임의로 거행되던 제전에 참여하여, 마르둑 신의 신전인 에사길라에서 왕이 사용하는 지팡이를 받았다. 그러나 그의 바빌론 통치는 9개월밖에 지속되지 않았는데, 기원전 538년 12월 부왕 키루스 2세가 알 수 없는 이유로 캄비세스를 해임했던 것이다. 해임된 뒤에도, 캄비세스는 대부분 바빌론과 시파르에서 거주하였다.
바빌로니안 기록에 따르면 키루스 2세와 캄비세스, 부자가 모두 기원전 538/7년에 "바빌론의 군주, 지상의 군주"라는 칭호를 달고 다녔는데, 이는 키루스 2세 마사게타이에 맞서기 몇 년 전에 아들 캄비세스를 공동 통치자로 임명했음을 보여준다. 캄비세스의 어린 동생 바르디야는 중앙아시아에서 그 자신의 확고한 영역을 하사받았고, 그 영역은 조공에서 면제되었다. 캄비세스는 부왕이자 공동 통치자였던 아버지 키루스 2세를 따라 마사게타이 원정에 참전했으나, 얼마 되지 않아 페르시아로 돌아와 왕위를 이어받았다. 그때는 아버지 키루스 2세가 마사게타이와의 전투에서 패하기 전이었다. 캄비세스는 부왕 키루스 2세의 유해를 페르시스의 파사르가다에(Pasargadae)로 옮겼고, 미리 그를 위해 마련했던 무덤에 모셨다.

## 캄비세스 2세의 원정

### 이집트 원정 준비와 키프로스 정복

아케메네스 조 페르시아의 성장.

캄비세스의 왕위 계승은 비교적 순탄한 것이었다. 그가 이어받은 제국은 광활한 영토를 확보했지만 아직 신생 국가였고, 제국에 예속된 영토에 대한 권위를 보존하면서도 근동의 마지막 라이벌 세력인 이집트에 대한 지배권을 넓혀야 하는 이유가 있었다. 프랑스의 이란학자 피에르 브리앙(Pierre Briant)에 따르면 이는 "인류가 사는 세계 전체를 차지하려는 다소 비이성적이고 통제할 수 없는 욕망으로 보여서는 안 되는" 것이었다. 캄비세스의 계획은 이미 바빌로니아를 유프라테스(포시데움에서 이집트까지 뻗어 있는 지역)의 땅과 통일시키고자 했던 아버지 키루스 2세의 대에서부터 계획된 것이었고 이는 결국 유프라테스강과 나일강 사이에 위치한 영토의 정복을 필연으로 하는 것이었으며, 캄비세스 당대에 이르기까지 이 지역에 대한 관심을 보여왔던 전통적인 지역 강국 이집트와의 분쟁 역시 그러했다.
캄비세스 2세 당시 이집트를 통치하던 파라오는 기원전 570년부터 통치해온 아마시스 2세로 그의 동맹이자 사모스(Samos) 섬의 그리스인 통치자 폴리크라테스는 아케메네스 조 페르시아에 상당한 위협을 가하며 페르시아의 권위를 뒤흔드는 여러 차례의 습격을 감행했다. 하지만 폴리크라테스는 결국 이집트 동맹국들로부터 등을 돌리고 캄비세스 2세에게 손을 내밀었고, 그는 폴리크라테스의 계획을 잘 알고 있었다. 그가 갑작스럽게 동맹을 바꾼 이유는 의심할 여지가 없이 그의 불안한 입지와 스파르타인들이 그에 맞서 세력을 키우는 와중에, 이집트와의 파트너십을 선호하는 일부 사미아 귀족들의 적개심이 높아졌기 때문이다. 아메시스 2세의 또 다른 동맹으로 카리아의 군사 지도자 할리카르나소스(Halicarnassus)의 파네스도 파라오 아메시스 2세가 보낸 암살자들로부터 빠져나와 캄비세스에 합류했었다. 캄비세스는 이집트 원정을 시작하기 전 아마시스 2세로부터 키프로스를 빼앗은 적이 있는데, 이는 파네스에게 큰 타격을 주었던 것으로 알려져 있다.

### 이집트 정복

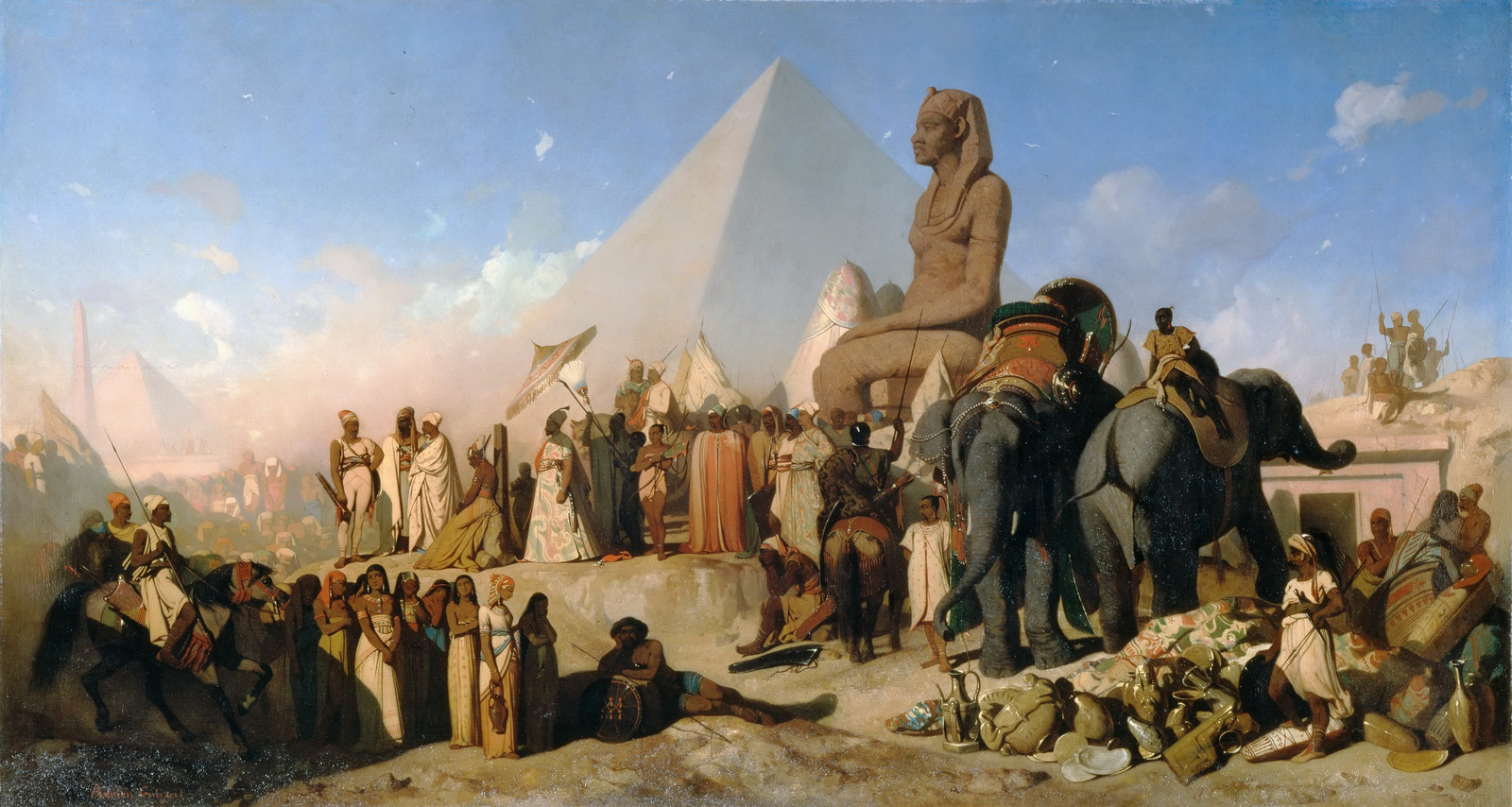
〈펠루시움 전투 이후 캄비세스 2세와 프삼티크 3세의 만남〉, 장 아드리앙 기녜, 19세기 작품

기원전 526년 이집트에서는 아마시스 2세가 사망하고, 그의 아들 프삼티크가 뒤를 이었으며, 이집트의 지위가 약화되었다.
그동안 캄비세스 2세는 군비 증강에 힘을 쏟았고 특히 페르시아 해군의 기초를 닦았는데, 이것은 이집트를 정복하려는 그의 야망에 결정적인 요소로 작용하였다. 해군은 페니키아와 아시아 마이너에서 온 사람들과 장비들에 의해 만들어졌다. 이집트로 행군하는 동안 캄비세스는 가자 지구와 이집트 국경 사이의 사막 지역을 지배하고 있던 아랍인들과 조약을 맺었다. 이 조약은 캄비세스의 군이 나일 강에 도착할 때까지 버틸 충분한 물을 제공해 주는 동시에 캄비세스 2세가 리디아에 위치한 사르디스와 같은 유명한 상업 지구인 가자 지역을 포함한 이집트와 페르시아 사이의 미개척지에서 그의 권위를 넓힐 길을 열어주었다. 이 지역은 아케메네스 조 페르시아의 이집트 원정 지휘본부의 역할을 했다.
기원전 525년 캄비세스는 아라비아의 부족들의 지원하에 시나이 사막을 건너서 이집트를 침공한다. 반대로 이집트도 이에 대응해 파라오 프삼티크 3세가 나일강 하구의 펠루시온에서 주둔하며 캄비세스의 군대를 맞아 싸웠다. 펠루시온에서 양측의 군대가 벌인 전투는 페르시아측의 승리로 끝났다. 헤로도토스는 이집트의 용병들이 프사메티쿠스를 배신하여 그의 아들들을 죽이고 캄비세스 군대에 붙었고 이것으로 캄비세스는 승리하였다고 기록하고 있다. 캄비세스의 군대는 곧 이집트의 수도 멤피스를 포위했고, 그곳에서 프삼티크 3세와 그의 부하들이 농성을 벌였다.
캄비세스는 펠루시온의 승전 이후 기세를 몰아 멤피스에 항복사절을 보냈지만 멤피스는 사절단을 살해해 항복을 거부하고 캄비세스는 군대를 몰아 멤피스를 공격했다. 파라오 프사메티쿠스와 그의 이집트 군대는 완강히 저항하였으나 멤피스는 끝내 함락되었고, 캄비세스는 그곳에 페르시아-이집트 수비대를 세웠다. 파라오 프삼티크 3세는 포로가 되었다. 이에 이집트 주변국인 서쪽의 리뷔에와 퀴레네, 바르케 그리고 남쪽의 누비아도 페르시아에 항복 의사를 밝혔다.
헤로도토스에 따르면 캄비세스가 이집트를 공격하기 전 아마시스에게 그의 딸을 시집보낼 것을 요청했는데 아메시스 2세는 이를 원하지 않았기에 자신이 제거했던 파라오 아프리에스의 딸 니테티스를 자신의 딸로 속여 캄비세스에게로 보냈고, 아버지의 원수인 아마시스 2세에게 원한이 깊었던 니테티스는 자신이 아마시스 2세의 친딸이 아니며 아마시스 2세가 캄비세스를 속이고 자신을 보냈다고 폭로하여 이에 분노한 캄비세스가 이집트를 공격했고 멤피스를 점령한 캄비세스는 가장 먼저 죽은 아마시스 2세의 미이라를 태워버림으로써 그에게 복수하였다고 설명하고 있으나, 앞서 언급된 바와 같이 아케메네스 조 페르시아의 성장 과정에서 전통 강국이었던 이집트와의 충돌은 불가피한 것이었다.
멤피스 포위전이 얼마나 길게 갔는지 기원전 5세기 그리스의 역사가 헤로도토스조차도 그 기간을 분명히 기록하지 않았지만 여름까지 이집트 전역은 아케메네스 조 페르시아의 지배하에 있었다.

### 정복 이후
멤피스가 함락된 뒤, 리비아인, 그리고 곧 키레네와 바르카의 그리스인들도 기꺼이 캄비세스 2세의 권위를 인정했고, 굴복의 증거로 캄비세스에게 제물을 보냈다. 캄비세스는 그의 관대함을 드러내기 위한 목적으로 아메시스 2세의 그리스인 아내를 키레네로 돌려보냈다. 캄비세스 2세는 원래 카르타고라는 포네니안 주를 상대로 다시 원정을 나서려 했지만, 페니키아 인들이 동족과 전쟁을 벌이기를 꺼려 결국 취소되었다. 남부에서는 캄비세스가 누비아 지방의 쿠시 왕국을 견제하기 위해 이집트 최후의 파라오의 정책을 그대로 이어받았고, 엘레판티네(Elephantine)에 아케메네스 조 페르시아군이 주둔하는 수비대를 설치했다.
헤로도토스에 따르면, 암리온과 에티오피아에 대한 캄비세스의 원정은 좋지 못한 결과로 끝났다. 그는 그 패배를 두고, 캄비세스가 "(원정이 끝나고) 즉시 에티오피아에 대한 어떠한 명령도 없이, 물자 제공에 대한 명령도 없이, 그리고 그가 부하들을 지구 끝까지 데려갈 것이라는 사실을 한시도 고려하지 않은" "미친 짓"이 있었다고 말한다. 그러나 피에르 브리앙은 헤로도토스가 캄비세스 2세에 대해 의도적으로 편향적으로 기록했다며 "헤로도토스 저작의 정확성에 대한 의구심"을 제기하였다. 헤로도토스의 기록은 오히려 캄비세스가 철수를 강행했을 가능성이 있음에도 불구하고, 그의 군대가 겪었을 대패를 시사하지 않는 다른 소식통들과 모순된다는 것이다. 또한 고고학적 자료들은 아케메네스 조 페르시아가 그들의 역사 전체를 통틀어 도르기나르티(Dorginarti, 부헨 남쪽)의 요새를 그대로 유지하고 있었음을 보여주고 있다.

## 이집트 정책

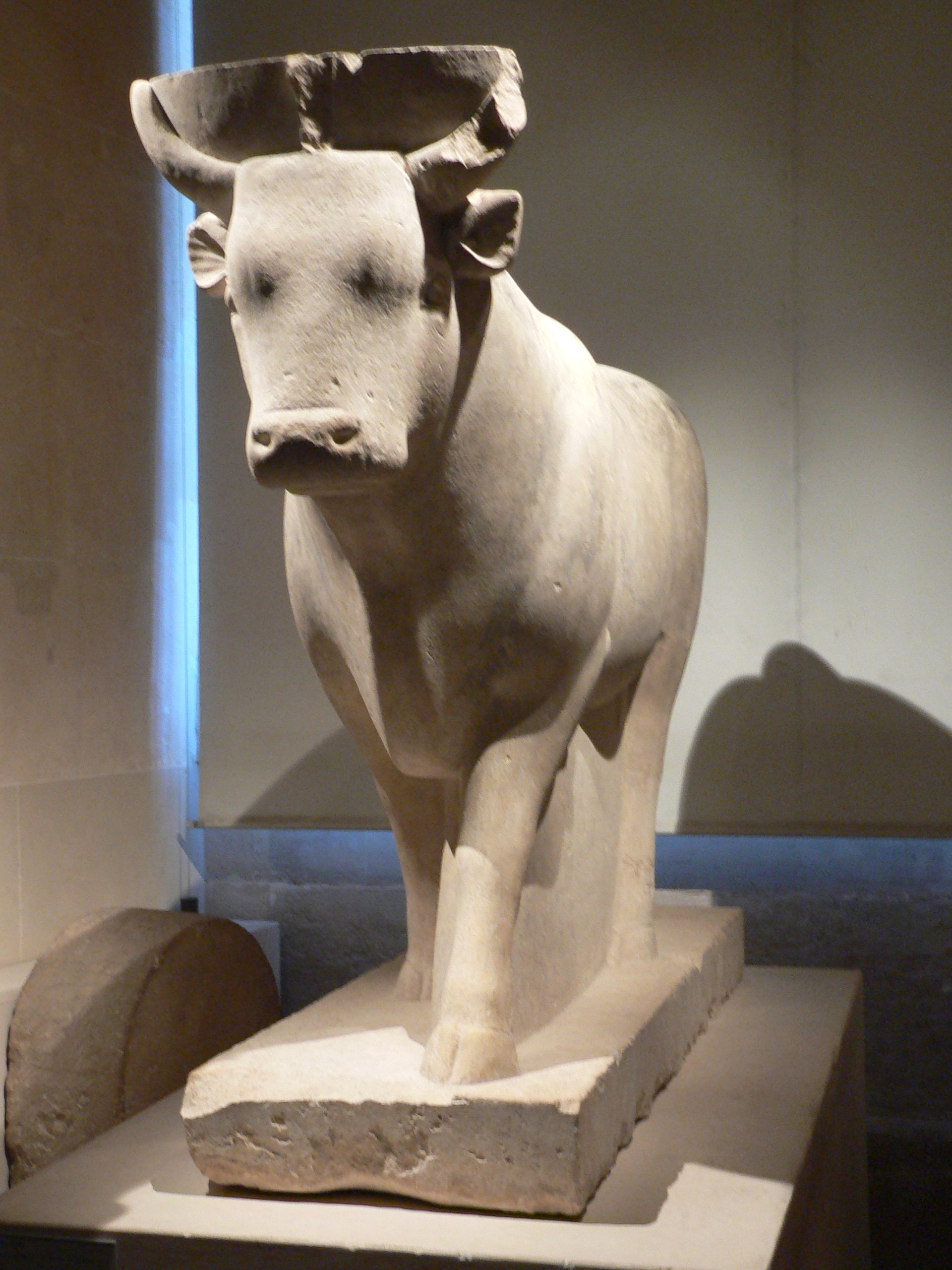
이집트의 신성한 황소 아피스(Apis)의 조각상.

캄비세스는 이집트의 전통적인 왕실 관습에 따라, 이전의 이집트 파라오들이 사용했던 "상하 이집트의 왕"과 "라, 호루스, 오시리스 신들의 후예"라는 칭호를 얻었다. 캄비세스는 이집트 정복 사실을 이집트 원주민과의 합법적인 통일로 선전했으며, 자신은 파라오 아프리스의 딸 니테티스 공주의 아들이며 이집트 혈통이라고 주장했다. 사이스에서 캄비세스는 종교적인 의식 아래 네이트 여신의 신전에서 스스로 왕관을 쓰고 이집트 신들에게 제사를 드렸다.
고대 역사가들은 캄비세스의 이집트 지배를 공포 정치, 사원 약탈, 토착신 모욕, 파라오의 무덤 훼손 등으로 특정지었다. 헤로도토스와 같은 역사가들은 그가 이집트의 신성한 황소 아피스를 죽였다는 정황에 중점을 두어 기록을 남겼지만 현대의 이집트 연구에 따르면 캄비세스에 의한 사원 약탈에 대한 구체적인 증거 자료는 없다. 또 캄비세스는 아피스를 석관을 써서 장사지내도록 지시했다고 한다. 아피스의 뒤를 이은 후손은 캄비세스가 죽고 4년이나 지난 기원전 518년에야 사망했다.
기원전 524년에 매장된 아피스의 비문은 다음과 같이 기술하고 있다.
"6(년), 셰모우(Shemou)의 세 번째 달, 열 번째 날에(?) 상·하 이집트의 군주 폐하의 치세 아래... (중략) 영원한 생명을 부여받은 그 신은 (위대한 서쪽의 방향으로 향하여 네크로폴리스에 안치되었으니) 그의 (자리는) 그의 군주 폐하께서 그를 위해 만드신 자리라, (이후) 모든 (그를 박제하는 의식이) 방부장에서 이루어졌으며 (중략) 그것은 폐하의 말씀에 따라 행해진 바라... (후략)."

석관에 관한 전설도 다음과 같이 말하고 있다.
"(캄비세스), 상하 이집트의 군주... (중략) 그의 아버지 아피스-오시리스의 기념물로 화강암으로 된 큰 석관을 만들었으니, 왕이 바치신 바라 (중략) 모든 생명과 영속과 번영(?)을 점지받으시고, 모든 건강, 모든 기쁨과 함께 우뚝 선 상하 이집트의 영원한 군주시라."

이러한 기록들을 통해 볼 때 캄비세스가 아피스를 죽였다고 보기는 어려우며, 브리앙은 헤로도토스가 가짜 보고서를 접하고 이를 자신의 기록에 남겼으며 오히려 캄비세스는 아피스의 보존과 매장식에 참가했다고 지적하였다. 다른 비슷한 자료들도 캄비세스 2세가 이집트 문화와 종교에 대해 기울인 세심한 대우에 대해 언급하고 있다.
이집트의 민용 문자 연대기(Demotic Chronicle)에 따르면 캄비세스는 이집트 사원들이 이집트 파라오로부터 받아오던 막대한 후원을 대폭 축소시키고 오직 세 개의 주요 사원만이 기존의 모든 자격과 특혜를 유지하도록 허가되었는데 이로 인해 기득권을 상실한 이집트 사제들이 캄비세스에 대한 악소문을 유포시켰다는 것이다. 이러한 사원에 대한 경제적 권위 축소 문제는 이미 이전의 파라오들 역시 똑같이 시도했던 것이기도 하며 고대 이집트 역사 전반에 걸쳐 진행된 문제이기도 했다. 키루스 2세 치세의 바빌론에서처럼 캄비세스는 이집트 귀족들이 관할권을 유지할 수 있도록 허락했다.

## 행정

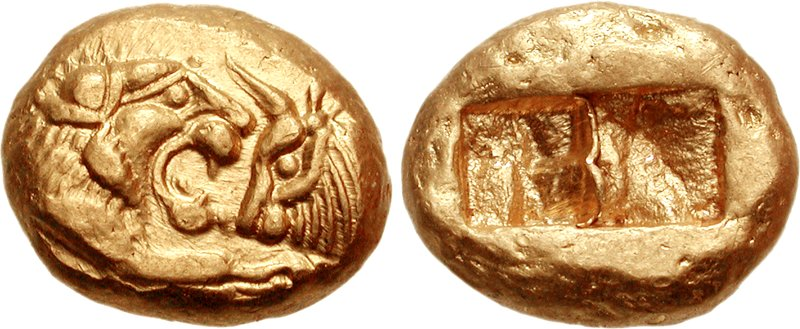
사르디스에서 발굴된 캄비세스 2세 시절의 아케메네스 조 금화.

키루스 2세-캄비세스 2세의 통치 기간에 존재했던 세금 제도는 체계적인 제도가 아니었으며, 따라서 왕의 신하들은 왕에 대한 '선물', 즉 세금을 낼 의무가 있었다. 아버지 키루스 2세의 치세에서 그랬던 것처럼 캄비세스 2세의 총독 임명은 페르시아 전역에 걸쳐 있었다.: 바빌로니아-트랜스-유프라테스의 구바루, 이집트의 아리안데스, 사르디스의 오로에테스, 다실리우움의 미트로바테스, 박트리아의 다다르시, 아라코시아의 비바나 등이 그곳이다. 마찬가지로 바빌론의 황실 재무관이었던 미트라다타도 페르시아인 집안 출신이었고 실제로 이집트에서 캄비세스 2세의 수행원들은 대부분 페르시아인으로 채워져 있었다. 이들 페르시아인 중에서 가장 두드러지는 인물들은 그의 사촌 다리우스처럼 왕의 친족으로, 키루스 2세와 캄비세스 2세 치하에서 높은 관직을 차지하고, 캄비세스 2세 치세의 첨병 역할을 하고 있었다. 다리우스의 아버지인 히스타스페스(Hystaspes)는 파르티아와 히르카니아의 총독을 역임하거나 최소 그곳에서 두드러지는 역할을 맡았다. 왕을 중심으로 한 관료 조직도 캄비세스의 '메시지 비어' 역할을 한 프렉사스페스나, 왕실 판사로서 훗날 캄비세스 2세에 의해 처형된 시삼네스의 경우와 마찬가지로 페르시아인들이 차지하고 있었다.

## 인물
헤로도토스에 따르면, 캄비세스는 "반미치광이에 잔인하고 무례한" 인물로 페르시아인들에 의해 "폭군"이라는 딱지가 붙었다고 한다. 이것은 캄비세스를 상대로 한 페르시아와 이집트측의 악선전의 일환으로 실제로 아케메네스 조 페르시아와 적대했던 이집트뿐만 아니라, 페르시아에서 군주 전제정을 공고히 하려던 캄비세스 2세에게 페르시아 귀족들은 매우 적대적이었다.

## 결혼
아케메네스 조 페르시아에서 가족간의 근친혼, 이복 형제자매나 조카딸, 사촌간의 결혼은 그렇게 금기시되지 않았다. 그리스 소식통들은 형제 자매 심지어 부녀간의 결혼도 아케메네스 조 페르시아 왕실 내에서 이루어졌다고 주장하지만, 그러한 기록들의 정확성을 판단하기에는 여전히 문제가 있다고 여겨지고 있다. 헤로도토스에 따르면, 캄비세스는 그의 누이라는 아토사(Atossa)와 록사네(Roxane)와 결혼했다고 하며 이것은 불법적인 행동으로 여겨지는 것이었다. 그러나 헤로도토스도 캄비세스가 오타네스(Otanes)의 딸 파이디메(Phaidyme)와 결혼했다고 진술하고 있으며, 동시대의 크테시아스는 록사네가 캄비세스의 아내의 이름이기는 하지만 캄비세스와의 혈연이 있는 것으로 기록되지 않았다.
캄비세스 2세에 대한 근친상간 범죄를 저질렀다는 비난은 그의 '광기와 허영심'을 지적하기 위해 언급된 '비행'의 일환으로 지적된다. 헤로도토스를 비롯한 그리스인 역사가들이 인용했을 이 보고서들은 모두 캄비세스 2세에게 적대적이었던 이집트로부터 유래한 것이며, 아피스 황소 살해와 같은 캄비세스 2세의 일부 '비행'이 가짜로 확인되어 있음을 감안할 때 캄비세스 2세의 근친상간 행위에 대한 기록 역시 의심스럽다는 지적이 따른다.

## 사망 그리고 계승
기원전 522년 봄, 캄비세스는 페르시아 본국에서 일어난 반란을 진압하기 위해 서둘러 이집트를 떠났다. 그는 이집트를 떠나기 전에 페르시아 아리아인 총독에게 이집트의 통치를 맡겼다.
헤로도토스의 기록에 따르면 이집트 원정 직후 캄비세스 2세가 그의 동생인 바르디야(Bardiya)와 누나(이자 아내)를 죽였으며, 그 외에도 귀족들을 잔혹하게 숙청하고 이집트 현지의 종교나 문화를 모욕하여 여러 사람들의 반발을 샀고(이는 앞서 언급한 바와 같이 이집트 현지에서 퍼뜨린 악소문이다) 과거 리디아의 왕이었던 크로이소스가 캄비세스에게 충언을 했다가 분노한 캄비세스에게 죽을 뻔하기도 했고, 프삼티크 3세가 반란을 계획하다 사형당하는 상황이 이어졌는데, 기원전 522년 3월 마구스(제사장)였던 가우마타가 바르디야로 분장하고 그를 사칭해 반란을 일으친 것이라고도 한다.
캄비세스는 난을 진압하러 나선지 얼마 지나지 않아 사망했다. 대부분의 기록에 따르면 캄비세스가 시리아(에버나리)로 이동하던 중 허벅지에 상처를 입었는데, 이 상처는 곧 그의 나이와 겹쳐 아물지 않고 악화되었다. 캄비세스는 3주 후(7월) 오늘날의 하마(Hama)로 유력하게 추정되고 있는 아그바타나(Agbatana)에서 사망했다. 사망 당시 자손은 없었으며 그의 어린 동생 바르디야가 뒤를 이었다.
당시 캄비세스의 창수였던 다리우스에 따르면, 그는 자신이 반란 진압을 성공하기 어렵다고 판단하고 기원전 522년 자신의 손으로 자결했다고 했다. 헤로도토스와 크테시아스는 그의 죽음을 사고 탓으로 돌렸는데, 헤로도토스는 말에 올라타다가 캄비세스의 칼집 끝이 부러져 그의 검이 허벅지를 뚫었다고, 크테시아스는 가족을 잃은 것에 낙담한 캄비세스가 나무토막을 깎다 허벅지를 찔렀고 그 상처로 11일 후에 죽었다고 적고 있다.
일부 현대 역사가들은 캄비세스가 실제로는 암살당한 것이며, 이는 다리우스 자신이 제국을 차지하기 위한 첫 번째 조치 또는 바르디야 지지자들에 의한 의도적인 암살이었다고 지적하고 있다.
캄비세스 2세가 사망할 당시 아케메네스 조 페르시아는 그 어느 때보다 강해져 키레나이카에서 힌두쿠시로, 시르다리야강에서 페르시아만으로 뻗어나갔다.

### 내용주
1. ↑  기원전 5세기 그리스 역사가 크테시아스(Ctesias)에 따르면, 캄비세스 2세의 어머니는 메디아 제국의 마지막 왕 아스티아게스(재위 585–550 BC)의 딸인 아미티스(Amytis)라고 한다. 그러나 러시아의 이란학자 무함마드 단다마예프는 이 기록을 신뢰할 수 없다고 보았다. Dandamayev(1990), pp=726–729
2. ↑  헤로도토스에 따르면 스메르디스
3. ↑  헤로도토스에 따르면 동명이인 스메르디스

### 참조주
1. ↑  Bachenheimer 2018, 184쪽.
2. 1 2 3 4 5 6 7 8 9 10 11 12 13 14 15 16 17 18 19 20 21 22 23 24  Dandamayev 1990, 726–729쪽.
3. ↑  “کمبوجیه - معنی در دیکشنری آبادیس”. 2023년 9월 7일에 확인함.
4. 1 2 3 4 5 6 7 8  Dandamayev 1993, 516–521쪽.
5. ↑  Briant 2002, 519쪽.
6. 1 2 3  Briant 2002, 50쪽.
7. 1 2 3 4 5 6  Briant 2002, 51쪽.
8. ↑  Briant 2002, 49, 51쪽.
9. 1 2  Briant 2002, 52쪽.
10. 1 2 3 4 5 6 7  Briant 2002, 53쪽.
11. ↑  Briant 2002, 53–54쪽.
12. 1 2 3 4 5 6 7 8  Briant 2002, 54쪽.
13. ↑  헤로도토스. 《역사》3권 10~11장
14. ↑  헤로도토스. 《역사》3권 1장
15. ↑  헤로도토스. 《역사》3권 11장~25장
16. ↑  Briant 2002, 54–55쪽.
17. ↑  헤로도토스. 《역사》3권 11장~25장
18. 1 2 3 4 5  Briant 2002, 55쪽.
19. 1 2 3 4 5  Briant 2002, 57쪽.
20. 1 2 3  Llewellyn-Jones 2017, 69쪽.
21. ↑  Llewellyn-Jones 2017, 68쪽.
22. 1 2  Briant 2002, 60쪽.
23. ↑  Dandamayev 2000.
24. 1 2 3 4 5  Briant 2002, 82쪽.
25. ↑  Briant 2002, 82, 771쪽.
26. 1 2 3 4 5 6 7  Brosius 2000.
27. 1 2 3  Briant 2002, 61쪽.
28. ↑  Briant 2002, 102쪽.
29. ↑  Van De Mieroop 2003, 336쪽.
30. ↑  Briant 2002, 62쪽.

## 참고 서적
- Bachenheimer, Avi (2018). 《Old Persian: Dictionary, Glossary and Concordance》. Wiley and Sons. 1–799쪽.
- Briant, Pierre (2002). 《From Cyrus to Alexander: A History of the Persian Empire》. Eisenbrauns. 1–1196쪽. ISBN 9781575061207.
- Brosius, Maria (2000). 〈Women i. In Pre-Islamic Persia〉. 《Encyclopaedia Iranica, Vol》. London et al.
- Dandamayev, Muhammad A. (2000). 〈Achaemenid taxation〉. 《Encyclopaedia Iranica》.
- Dandamayev, Muhammad A. (1993). 〈Cyrus iii. Cyrus II The Great〉. 《Encyclopaedia Iranica, Vol. IV, Fasc. 7》. 516–521쪽.
- Dandamayev, Muhammad A. (1990). 〈Cambyses II〉. 《Encyclopaedia Iranica, Vol. IV, Fasc. 7》. 726–729쪽.
- Llewellyn-Jones, Lloyd (2017). 〈The Achaemenid Empire〉.   Daryaee, Touraj. 《King of the Seven Climes: A History of the Ancient Iranian World (3000 BCE - 651 CE)》. UCI Jordan Center for Persian Studies. 1–236쪽. ISBN 9780692864401.
- Van De Mieroop, Marc (2003). 《A History of the Ancient Near East》. "Blackwell History of the Ancient World". Hoboken, NJ: Wiley. ISBN 978-0-631-22552-2. JSTOR 25608373.